# Terry Butcher
Terence Ian "Terry" Butcher, född den 28 december 1958 i Singapore, är en engelsk fotbollstränare och före detta professionell fotbollsspelare (mittback).
Butcher spelade 77 landskamper för England mellan 1980 och 1990. Han var med i VM 1982, VM 1986 och VM 1990. I september 1989 blev han "Kapten Blod" med hela det svenska folket efter en blodig VM-kvalmatch på Råsunda.
På klubblagsnivå spelade Butcher för bland andra Ipswich Town (1978–1986) och Rangers (1986–1990).
Efter spelarkarriären har Butcher arbetat som tränare för bland andra Coventry City och Sunderland samt under en kort period 2018 som förbundskapten för Filippinerna.

## Meriter
Butcher var med och vann Uefacupen säsongen 1980/81 med Ipswich Town. Under sin tid i Rangers blev han skotsk mästare säsongerna 1986/87, 1988/89 och 1989/90 samt vann Scottish League Cup 1986/87, 1987/88 och 1988/89.
Som tränare tog Butcher Inverness Caledonian Thistle till seger i den näst högsta divisionen First Division i Skottland säsongen 2009/10.
Butcher valdes in i Rangers Hall of Fame 2000 och i Scottish Football Hall of Fame 2011.